# Taylor Lapilus
Taylor Lapilus, né le 8 avril 1992 à Villepinte est un pratiquant français d'arts martiaux mixtes (MMA). Il est membre de l'US Métro, club aux influences de boxe thaïlandaise, de jiu-jitsu brésilien et de grappling. Il évolue au Pro Fighting League dans la catégorie des poids coqs.

## Biographie
Taylor Lapilus nait à Villepinte puis passe ses premières années à Sevran, en Seine-Saint-Denis.
En 2010, il s'initie au grappling et au jiu-jitsu brésilien, sports que lui fait découvrir son ainé, Damien Lapilus. Courant 2010, il ajoute une corde à son arc et se lance dans la boxe thaïlandaise. À l'âge de 19 ans, Taylor se tourne alors vers les arts martiaux mixtes et évolue aux côtés de son frère Damien. Quatre ans plus tard, lorsque l'occasion se présente, Taylor Lapilus décide de mettre à l'honneur son frère et la proximité qui les unit en se surnommant Double Impact qui représente la présence perpétuelle de Damien aussi bien dans l'esprit de Taylor que dans l'octogone à chaque coup porté. Il s'intéresse également au krav-maga, et a déjà participé à des stages d'initiation et de présentation de la méthode de combat israélienne.
Il est également consultant pour les évènements de MMA sur la chaîne de télévision RMC Sport.

## Carrière dans les arts martiaux mixtes

### De l'OFC à l'UFC
Après un an de pratique, Lapilus dispute son premier combat professionnel, dans les règles des arts martiaux mixtes, lors de l'OFC 4 en Belgique et l'emporte. Il enchaîne ensuite quatre victoires dans les règles du pancrace sur le territoire français et décroche au passage deux ceintures. Une première lors du Contenders 16 face à Steeve Polifonte, puis une seconde lors du KOC 6 face à Nicolas Joannes. Après cinq victoires consécutives Taylor connait sa première défaite face à Magomed Bibulatov lors de l'Urban Legend Prestige 4. Avant sa signature à l'Ultimate Fighting Championship, il enchaîne trois victoires en pancrace dont deux lors des demi-finale et finale de la Suprem League (tournoi par équipe). Avec ces deux victoires et celles de ses coéquipiers, Taylor Lapilus contribue à l'obtention du titre de meilleure équipe de France pour son club le Crossfight (qui sera renommé l'année suivante MMA Factory).
En septembre 2014, Lapilus est approché par l'UFC et signe avec la prestigieuse organisation. Il est le dixième et le plus jeune français à intégrer la promotion américaine.
Initialement prévu lors de l'UFC Stockholm du 4 octobre 2014, face à l'expérimenté Dennis Siver, Lapilus voit son combat invalidé par la fédération suédoise d'arts martiaux mixtes (SMMAF), celle-ci jugeant le match trop déséquilibré.
C'est finalement le 11 avril 2015, lors de l'UFC Cracovie, que Taylor Lapilus foule pour la première fois le sol de l'Octogone pour affronter le taïwanais Rocky Lee et l'emporte sur une décision unanime.
Pour son second combat à l'UFC, Lapilus affronte le Japonais Sasaki et enregistre la première victoire par TKO de sa carrière. Il enregistre sa première defaite à l'UFC Monterrey, face à Erik Perez sur décision unanime. Pour son quatrième combat, il est opposé à Leandro Issa, pour l'UFC Hambourg, où il gagna. À l'issue des quatre combats, son contrat n'est pas renouvelé par l'UFC.
En 2023, il quitte le MMA Factory à la suite d'un conflit avec son manageur et entraîneur Fernand Lopez qui l'aurait empêché de reprendre sa carrière à l'UFC au profit de l'Ares Fighting Championship (pl), et commence à s'entraîner avec l'US Métro avec qui il recommence à combattre à l'UFC.

## Palmarès en arts martiaux mixtes
| 25 combats     | 21 victoires | 4 défaites |
| Par KO         | 4            | 0          |
| Par soumission | 6            | 0          |
| Sur décision   | 11           | 4          |

| Résultat | Record | Adversaire            | Méthode                          | Événement                                     | Date               | Round | Temps | Lieu                     | Notes                                               |  |
| -------- | ------ | --------------------- | -------------------------------- | --------------------------------------------- | ------------------ | ----- | ----- | ------------------------ | --------------------------------------------------- |  |
| Victoire | 21-4   | Vince Morales         | Décision unanime                 | UFC Fight Night: Moicano vs. Saint Denis      | 28 septembre 2024  | 3     | 5:00  | Paris, France            |                                                     |  |
| Victoire | 20-4   | Cody Stamann          | Décision unanime                 | UFC Fight Night: Cannonier vs. Imavov         | 8 juin 2024        | 3     | 5:00  | Louisville, USA          |                                                     |  |
| Défaite  | 19-4   | Farid Basharat        | Décision unanime                 | UFC Fight Night: Ankalaev VS. Walker 2        | 13 janvier 2024    | 3     | 5:00  | Las Vegas, USA           |                                                     |  |
| Victoire | 19-3   | Caolan Loughran       | Décision unanime                 | UFC Fight Night: Gane vs. Spivac              | 2 septembre 2023   | 3     | 5:00  | Paris, France            |                                                     |  |
| Victoire | 18-3   | Demarte Pena          | TKO (coups de coude et de poing) | Ares FC 5 - Ares Fighting Championship 5      | 16 avril 2022      | 1     | 2:33  | Paris, France            | Remporte la ceinture des moins de 61 kg             |  |
| Victoire | 17-3   | Wilson Reis           | Décision unanime                 | Ares FC 2 - Ares Fighting Championship 2      | 11 décembre 2021   | 3     | 5:00  | Paris, France            |                                                     |  |
| Victoire | 16-3   | Marcos Breno          | Décision unanime                 | Ares FC 1 - Ares Fighting Championship        | 14 décembre 2019   | 3     | 5:00  | Dakar, Sénégal           |                                                     |  |
| Victoire | 15-3   | Nathan Maness         | KO (coup au corps)               | TKO 48 - Sousa vs. Gane                       | 24 mai 2019        | 3     | 1:22  | Gatineau, Québec, Canada |                                                     |  |
| Victoire | 14-3   | Josh Hill             | Décision partagée                | TKO 45 - Jourdain vs. Morgan                  | 7 décembre 2018    | 3     | 5:00  | Montréal, Québec, Canada |                                                     |  |
| Défaite  | 13-3   | Denis Lavrentyev      | Décision unanime                 | Russian Cagefighting Championship - RCC Intro | 1er septembre 2018 | 3     | 5:00  | Ekaterinbourg, Russie    |                                                     |  |
| Victoire | 13-2   | Farbod NezHad         | TKO (coup de poing)              | GMC 14                                        | 24 février 2018    | 3     | 2:30  | Düsseldorf, Allemagne    | Remporte la ceinture des moins de 61 kg             |  |
| Victoire | 12-2   | Omer Solmaz           | Décision partagée                | GMC 13                                        | 16 décembre 2017   | 3     | 5:00  | Düsseldorf, Allemagne    | Remporte la ceinture des moins de 66 kg             |  |
| Victoire | 11-2   | Leandro Issa          | Décision unanime                 | UFC Fight Night: Arlovski vs. Barnett         | 3 septembre 2016   | 3     | 5:00  | Hambourg, Allemagne      |                                                     |  |
| Défaite  | 10-2   | Érik Perez            | Décision unanime                 | The Ultimate Fighter: Latin America 2         | 21 novembre 2015   | 3     | 5:00  | Monterrey, Mexique       |                                                     |  |
| Victoire | 10-1   | Yuta Sasaki           | TKO (coups de poing)             | UFC Fight Night: Jedrzejczyk vs. Penne        | 20 juin 2015       | 2     | 1:26  | Berlin, Allemagne        |                                                     |  |
| Victoire | 9-1    | Rocky Lee             | Décision unanime                 | UFC Fight Night: Gonzaga vs. Cro Cop II       | 11 avril 2015      | 3     | 5:00  | Cracovie, Pologne        | Début à l'UFC                                       |  |
| Victoire | 8-1    | Cyril Ericher         | Soumission (Guillotine Choke)    | 100% Fight 22: Supreme League Finale          | 30 mai 2014        | 1     | 2:58  | Aubervilliers, France    | Victoire du Crossfight sur la compétition en équipe |  |
| Victoire | 7-1    | Osman Minbatirov      | Décision partagée                | Honor and Glory Fight Night 3                 | 17 mai 2014        | 3     | 5:00  | Béziers, France          |                                                     |  |
| Victoire | 6-1    | Cyrille Dimbas        | Soumission (Armbar)              | 100% Fight 19: Supreme League Round 2         | 22 mars 2014       | 1     | 3:41  | Aubervilliers, France    |                                                     |  |
| Défaite  | 5-1    | Magomed Bibulatov     | Décision unanime                 | GEFC: Urban Legend Prestige 4                 | 12 octobre 2013    | 3     | 5:00  | Villepinte, France       |                                                     |  |
| Victoire | 5-0    | Nicolas Joannes       | Soumission                       | Knock Out Championship 6                      | 4 octobre 2013     | 1     | 2:50  | Cognac, France           | Remporte la ceinture du KOC                         |  |
| Victoire | 4-0    | Chresus Mokima        | Soumission (Armbar)              | 100% Fight 13: Day of Reckoning               | 16 février 2013    | 2     | 1:32  | Aubervilliers, France    |                                                     |  |
| Victoire | 3-0    | Steve Polifonte       | Décision unanime                 | 100% Fight: Contenders 16                     | 10 novembre 2012   | 2     | 5:00  | Paris, France            | Remporte la ceinture du Contenders 16               |  |
| Victoire | 2-0    | Souksavanh Khampasath | Soumission (Guillotine Choke)    | 100% Fight: Contenders 16                     | 10 novembre 2012   | 1     | 0:43  | Paris, France            |                                                     |  |
| Victoire | 1-0    | Isa Abiev             | Soumission (Triangle Choke)      | OFC 4: Combat MMA in the Cage                 | 31 mars 2012       | 1     | 3:35  | Thoricourt, Belgique     |                                                     |  |